# Попе (Какањ)
Попе су насељено мјесто у Босни и Херцеговини у општини Какањ које административно припада Федерацији Босне и Херцеговине. Према попису становништва из 1991. у насељу је живјело 715 становника.

## Становништво
| Националност       | 1991.        | 1981.        | 1971.        |
| Муслимани          | 604 (84,47%) | 442 (71,52%) | 321 (51,85%) |
| Хрвати             | 88 (12,30%)  | 145 (23,46%) | 263 (42,48%) |
| Срби               | 1 (0,13%)    | 0            | 33 (5,33%)   |
| Југословени        | 17 (2,37%)   | 11 (1,77%)   | 1 (0,16%)    |
| остали и непознато | 5 (0,69%)    | 20 (3,23%)   | 1 (0,16%)    |
| Укупно             | 715          | 618          | 619          |